# Ngeremlengui
Ngeremlengui, bijwijlen gespeld als Ngaremlengui, is met een oppervlakte van circa 65 km² de grootste van de zestien staten van Palau en telt 317 inwoners (2005). De staat ligt in het westen van het hoofdeiland Babeldaob en grenst kloksgewijs aan Ngardmau, Ngiwal, Melekeok, Ngchesar, Ngatpang en de Filipijnenzee. De hoofdplaats van Ngeremlengui is Imeong.

## Geografie
Ngeremlengui is grotendeels bedekt met bergachtig regenwoud en telt naast Imeong nog zes andere gehuchten:
- Aimeyong
- Ngaremeskang
- Ngchemesed
- Ngedesiur
- Ngerutoed
- Omchebuchel

## Politiek
De gouverneur van Ngeremlengui is momenteel (2011) Wilson Ongos.
Aimeyong · Imeong · Ngaremeskang · Ngchemesed · Ngedesiur · Ngerutoed · Omchebuchel
Aimeliik · Airai · Angaur · Hatohobei · Kayangel · Koror · Melekeok · Ngaraard · Ngarchelong · Ngardmau · Ngatpang · Ngchesar · Ngeremlengui · Ngiwal · Peleliu · Sonsorol